# Гармаева, Марта Данзановна
Марта Данзановна Гармаева (род. 19 марта 1937, Орлик, Бурятия) — доярка колхоза «Мир» Джидинского района Бурятской АССР, полный кавалер ордена Трудовой Славы (1986).

## Биография
Родилась 19 марта 1937 года в селе Орлик ныне Окинского района Республики Бурятия в семье служащего. Бурятка.
Отец работал в Тункинском отделе милиции и был оперуполномоченным милиции в Окинском хошуне. С началом Великой Отечественной войны, в 1941 году, был призван в ряды Красной Армии и погиб смертью храбрых в декабре 1942 года. Мать в 1941 году переехала с детьми в село Алаг-Шулун, где до 1948 года проработала дояркой в колхозе имени Каландаришвили и была удостоена звания «Мать-Героиня».
В 1945—1948 годах училась в начальной школе. В 1948 году вместе с семьей переезжает в село Шаснур, где её мать работала дояркой в колхозе имени Молотова. В 1949—1951 годах училась в Орликской средней школе.
С 1952 года работала дояркой в колхозе имени Молотова вместе с матерью. Правление и первичная партийная организация колхоза не раз отмечали хорошую работу молодой доярки и награждали Почетными грамотами, дипломами победителя социалистического соревнования среди молодых животноводов района и ценными подарками. Она сумела войти в число лучших доярок колхоза и района. Хорошую работу комсомолки отмечал ежегодно Окинский райком ВЛКСМ. Активно включилось в борьбу за получение высоких надоев молока в районе, принимала ежегодно повышенные социалистические обязательства. Ежегодно надаивала более 1200 литров молока от одной фуражной коровы. Кроме того, добивалась получения от 100 коров 90 телят, в отдельные годы до 100 телят, обеспечивая их полную сохранность.
В Окинском районе Бурятской АССР начала свою деятельность, прошла большую трудовую и жизненную школу. В 1959 году вступила в КПСС. Чемпион района по надою молока, передовая доярка колхоза и района, победитель социалистического соревнования, ударник пятилетки, участник Выставки достижений народного хозяйства в Москве, — вот неполный перечень свидетельств её трудовых достижений в окинский период работы.
В 1970 году по семейным обстоятельствам переехала с мужем в село Нижний Бургултай Джидинского района Бурятской АССР, где стала работать дояркой в колхозе «Мир». За ней закрепили 20-22 коровы симментальской породы.
Колхоз «Мир» является одним из крупных животноводческих хозяйств Джидинского района и республики. Многолетний опыт, сила воли, выучка, упорство и настойчивость в достижении поставленных целей помогали ей в совершенстве овладеть всеми секретами работы с высокоудойными коровами, внести свою лепту в улучшение кормления и содержания коров симментальской породы, полнее использовать опыт работы передовых доярок и достижения зоотехнической науки в производстве молока. В 1970-е — 1980-е годы века в республике широко развернулась борьба за высокие надои молока. Ставилась задача преодолеть 3-тысячный, 4-тысячный и 5-тысячный рубежи в производстве молока от одной фуражной коровы. Только немногим дояркам удалось добиться таких высоких надоев. К 1975 году надоила от одной фуражной коровы не менее 3470 литров молока, а уже к 1980 году надоила более 4100 литров молока, преодолев 4-тысячный рубеж.
Указами Президиума Верховного Совета СССР от 14 февраля 1975 года и от 16 декабря 1980 года награждена орденами Трудовой Славы 3-й и 2-й степени.
К 1986 году добилась увеличения надоя от одной фуражной коровы до 4800 литров молока.
Указом Президиума Верховного Совета СССР от 29 августа 1986 года за успехи, достигнутые в выполнении заданий одиннадцатой пятилетки и социалистических обязательств по производству и переработке сельскохозяйственной продукции, Гармаева Марта Данзановна награждена орденом Трудовой Славы 1-й степени. Стала полным кавалером ордена Трудовой Славы.
С 1992 года — на пенсии.
Почётный гражданин Республики Бурятия (24.06.2003). Заслуженный животновод Бурятской АССР (1977).
Неоднократно избиралась депутатом Джидинского и Окинского районных Советов народных депутатов, Орликского сомонного Совета, членом Джидинского райкома КПСС.

## Награды
Награждена орденами Трудовой Славы 1-й, 2-й, 3-й степеней:
3 ст. 14.02.1975 № 20019
2 ст. 16.12.1980 № 4190
1 ст. 29.08.1986 № 540
- медалями, в том числе 5 золотыми и 2 серебряными медалями Выставки достижений народного хозяйства в Москве[1].